# Jorge Sebastián Núñez
Jorge Sebastián Núñez (født 10. december 1986) er en tidligere argentinsk fodboldspiller.
Han har spillet for flere forskellige klubber i sin karriere, herunder Nagoya Grampus Eight og Consadole Sapporo.